# Triclopyr
Le Triclopyr (acide 3,5,6-trichloro-2-pyridinyloxyacétique) est un composé organique du groupe pyridine utilisé comme herbicide foliaire systémique et comme fongicide.

## Usages
Le triclopyr est utilisé pour lutter contre les mauvaises herbes à feuilles larges tout en laissant les graminées et les conifères intacts ou pour lutter contre les maladies de la rouille sur les cultures.
Le triclopyr est efficace sur les plantes ligneuses et est utilisé pour le contrôle des broussailles dans l'emprise et la défoliation des zones boisées. Aux États-Unis, il est vendu sous les noms commerciaux Garlon et Remedy, et au Royaume-Uni sous le nom de SBK Brushwood Killer.
Il est également utilisé pour les mauvaises herbes à feuilles larges, en particulier le Lierre terrestre (Glechoma hederacea). Il est vendu sous les noms commerciaux Turflon, Weed-B-Gon (étiquette violette) et Brush-B-Gon (« Poison Ivy Killer ») à ces fins. C'est un ingrédient majeur de Confront, qui a été retiré de la plupart des utilisations en raison de préoccupations concernant la contamination du compost par l'autre ingrédient majeur, le clopyralide.

## Effets environnementaux
Le triclopyr se décompose dans le sol avec une demi-vie comprise entre 30 et 90 jours. Le triclopyr se dégrade rapidement dans l'eau. Il reste actif dans la végétation en décomposition pendant environ 3 mois.
Le composé est légèrement toxique pour les canards (DL 50 = 1698 mg / kg) et caille (DL 50 = 3000 mg / kg). Il s'est avéré re non toxique pour les abeilles et très légèrement toxique pour les poissons (truite arc-en-ciel CL 50 (96 h) = 117 ppm). La fiche de renseignements de Garlon pour leur produit indique que le triclopyr est hautement toxique pour les poissons, les plantes aquatiques et les invertébrés aquatiques et ne devrait jamais être utilisé dans les cours d'eau, les zones humides ou d'autres habitats sensibles.